# Heimfeld station
Heimfeld  station är en underjordisk pendeltågsstation i södra Hamburg som trafikeras av S-Bahn. Stationen ligger i stadsdelen Harburg i Harburgtunneln och öppnade 1984. Följande linjer trafikerar stationen S3 och S5. 

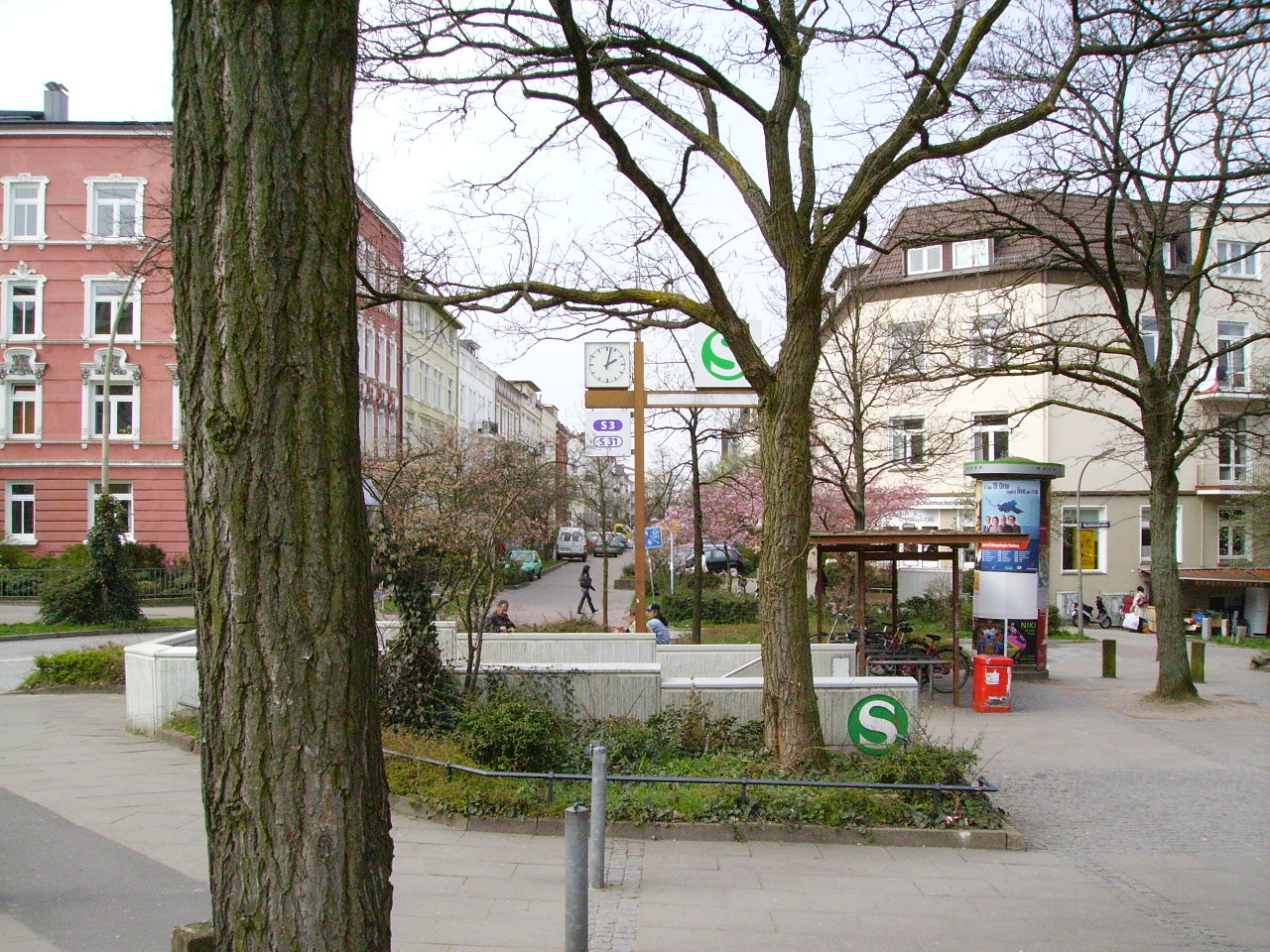
Stationsentré
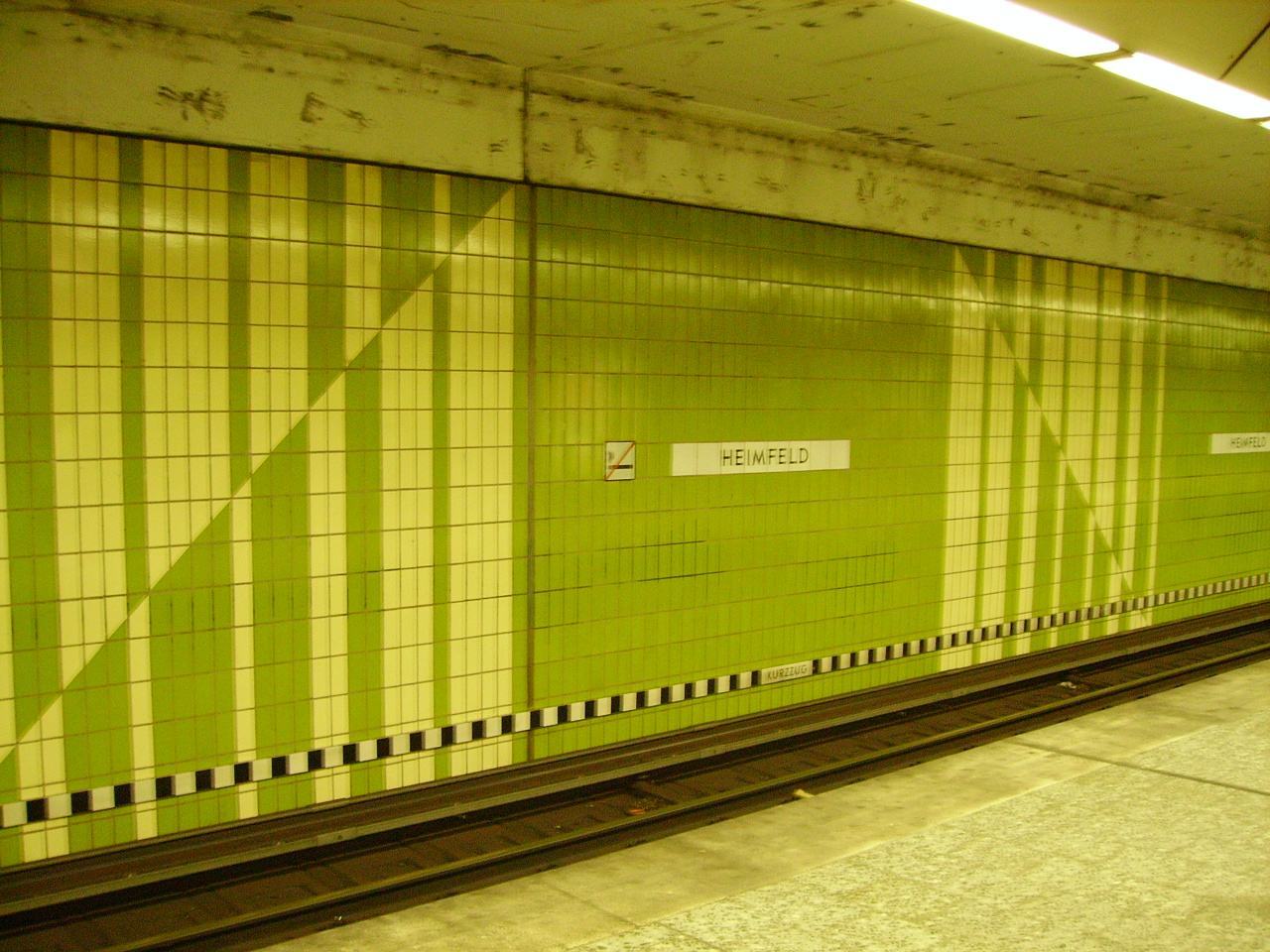
Stationsvägg